# Jess Walton
Mary Jesse Walton (Grand Rapids, 18 de fevereiro de 1949) é uma atriz estadunidense, mais conhecida por seu papel como Kelly Harper na novela da Capitol e como Jill Abbott em The Young and the Restless da CBS. Também estrelou o filme Christmas With a View de 2018.